# Impedancja ośrodka
Impedancja właściwa ośrodka bezstratnego – wielkość fizyczna używana w analizie pól elektromagnetycznych.
Dla danego ośrodka bezstratnego impedancja właściwa zdefiniowana jest wzorem:
{\displaystyle Z={\sqrt {\frac {\mu }{\varepsilon }}},}
gdzie:
{\displaystyle \mu } – przenikalność magnetyczna ośrodka,
{\displaystyle \varepsilon } – przenikalność elektryczna ośrodka.
Ma wymiar impedancji zależy jedynie od parametrów ośrodka. W przypadku próżni wynosi:
{\displaystyle Z_{0}={\sqrt {\frac {\mu _{0}}{\varepsilon _{0}}}}=120\pi \ \Omega \approx 377\ \Omega ,}
gdzie:
{\displaystyle \mu _{0}} – przenikalność magnetyczna próżni,
{\displaystyle \varepsilon _{0}} – przenikalność elektryczna próżni.
Impedancji właściwej ośrodka nie należy mylić z impedancją falową, określoną wzorem:
{\displaystyle Z_{f}={\frac {E_{\perp }}{H_{\perp }}},}
gdzie {\displaystyle E} i {\displaystyle H,} odpowiednio składowe poprzeczne natężenia pola elektrycznego i magnetycznego.
Równość między wspomnianymi impedancjami zachodzi tylko dla fal typu TEM (płaskich).